# Les Amants de Teruel
Pour le film de Raymond Rouleau (1962), voir Les Amants de Teruel (film).

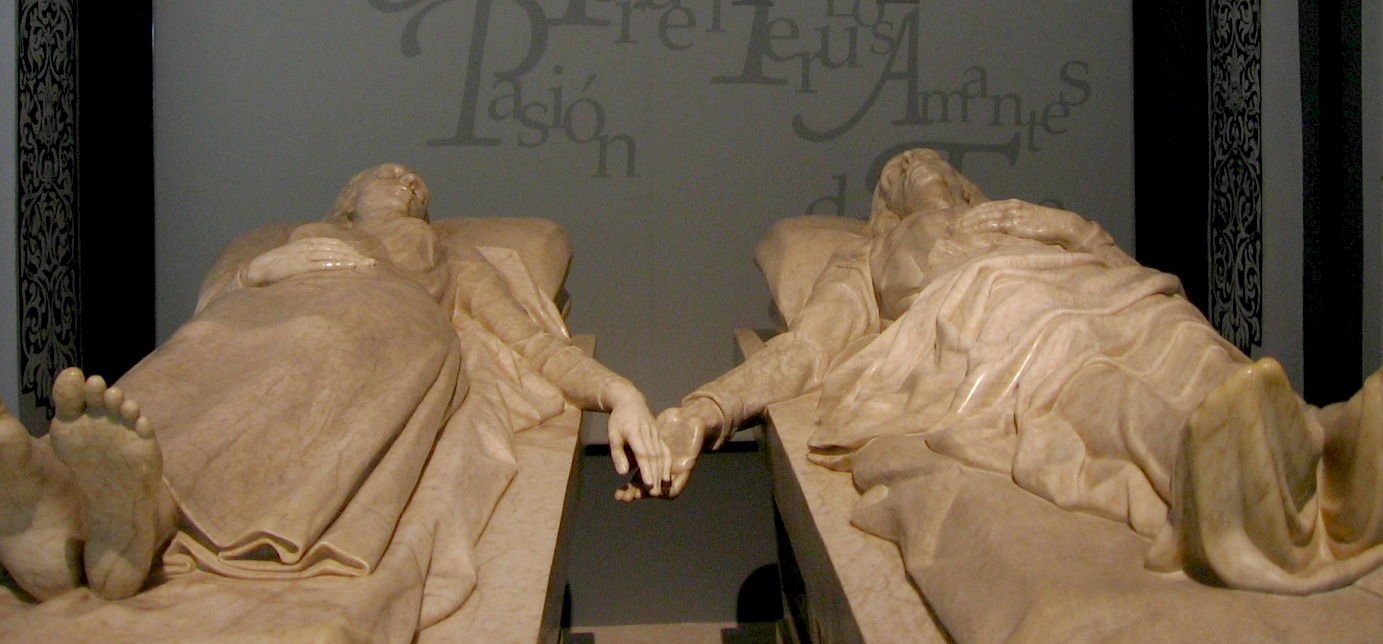
Tombe des Amants de Teruel

Les Amants de Teruel  sont deux personnages légendaires, Diego de Marcilla et Isabel de Segura, morts en 1217.

## Histoire
Diego et Isabel s'aiment, mais le père de la jeune fille préfère un jeune homme de meilleure famille nommé Azagra. Diego part pour la guerre amasser honneur et fortune, et revient au bout de cinq ans, délai qui lui a été accordé. À son retour, il va chez son amante qui vient d'épouser Azagra, il lui demande un baiser qu'elle refuse et meurt de chagrin. Isabel entre à l'église pendant les funérailles, donne un dernier baiser au cadavre de Diego et expire dans cette suprême étreinte.
Les corps momifiés des deux amants ont été exhumés en 1555. Leur tombe était située dans le cloître de l'église San Pedro à Teruel, avant la construction d'un mausolée par le sculpteur Juan de Ávalos en 1955.

## Adaptations
L'histoire a inspiré de nombreux artistes espagnols, poètes dramaturges et musiciens. Tirso de Molina et Juan Eugenio Hartzenbusch en ont tiré des drames, Tomás Bretón un opéra. L'actrice Matilde Díez a joué dans la pièce de théâtre leur étant consacrée.

## Sources
- Recherches sur le monde hispanique au XIXe siècle, par Jean René Aymes, Josette Blanquat, Chantal Colonge, René Cotrait, Claude Dumas Publié par Presses Univ. Septentrion
- Historia de los amantes de Teruel, par Estéban Gabarda